# تشارلز جودفراي
السير هيو تشارلز جوناثان جودفري (بالإنجليزية: Sir Hugh Charles Jonathan Godfray) الحاصل على رتبة الإمبراطورية البريطانية وزمالة الجمعية الملكية (من مواليد 27 أكتوبر 1958) عالم حيوان بريطاني. هو أستاذ بيولوجيا السكان في كلية باليول أكسفورد، ومدير مدرسة أكسفورد مارتن ومدير برنامج أكسفورد مارتن لمستقبل الغذاء.

## حياته
تلقى تعليمه في ميلفيلد وكلية سانت بيتر أكسفورد، وحصل على درجة الدكتوراه في البيئة المجتمعية من إمبريال كوليدج لندن في عام 1983. وظل في إمبريال كطبيب ما بعد الدكتوراه حتى عام 1985، عندما عاد إلى أكسفورد كمتظاهر. في عام 1987 عاد إلى إمبريال كمحاضر حتى عام 2006، ثم عاد مرة أخرى إلى أكسفورد، وهو الآن زميل في كلية جيسوس وأستاذ الأمل في علم الحيوان.
حصل على الميدالية العلمية في عام 1994، ووسام فرينك في عام 2009 من جمعية علم الحيوان في لندن. انتخب زميلاً للجمعية الملكية في عام 2001. تم تعيينه قائداً على وسام الإمبراطورية البريطانية في العام الجديد 2011 مع مرتبة الشرف. وحصل على وسام التكريم في عيد ميلاد 2017 لخدمات البحث العلمي والمشورة العلمية للحكومة.
يدرس مقالته البحثي الأكثر اقتباسًا والذي نُشر في مجلة ساينس بعنوان كيفية مواجهة التحدي المتمثل في إطعام عدد متزايد من سكان العالم. حتى الآن تم الاستشهاد بأبحاثه أكثر من 40.000 مرة.
دراسة مشكلة الملاريا، قدم جودفراي وزملاؤه بيانات تشير إلى أن استخدام البعوض غير المنوي قد يكون وسيلة مجدية للسيطرة على المرض.
منذ فبراير 2018 عين مدير مدرسة أكسفورد مارتن وأستاذ علم الأحياء السكانية في جامعة أكسفورد.